# Кравцов Юрій Анатолійович
Юрій Анатолійович Кравцов (нар. 27 лютого 1956, с. Бузьке, Миколаївщина) — український волейбольний тренер.

## Життєпис
Юрій Кравцов народжений 27 лютого 1956 року в с. Бузьке Миколаївської области.
Улітку 2004 року став помічником головного тренера харківського «Локомотиву» Сергія Побережченка, а на початку листопада, після третього туру, у якому залізничники двічі програли «Маркохіму» в Маріуполі, замінив на посаді «головного». Протягом певного часу очолював команду російського фарм-клубу «Динамо-Таттрансгаз» (зокрема, весною 2008 року).
У березні 2016 року став головним тренером команди клубу «Фаворит» (Лубни). . Очолював команду ВК «Експрес» з азербайджанської Суперліги (зокрема, 2018 року). Тренував молодіжні команди Ярославля (Росія), «Локомотива» (Харків).
Головний тренер вищолігової команди ВК ДСО-ТНЕУ (Тернопіль). Нині очолює команду «Поліція охорони-ЗУНУ-Динамо» (Тернопіль).
Підготував багатьох майстрів спорту, гравців збірної України.
Член правління Федерації волейболу Тернопільської області (2020).

### Досягнення
За час тренерської діяльности ставав чемпіоном України і переможцем Кубка України.

### Сім'я
Син — Кирило (нар. 1984), волейболіст, грав за команди «Підшипник-Лучеськ» (Луцьк), СДЮСШ-ВДАУ (Вінниця), «Будівельник-Динамо-Буковина» (Чернівці), також у Білорусі (Мінськ).